# خانه عروسک (فیلم ۱۹۷۳ لوزی)
خانهٔ عروسک (انگلیسی: A Doll's House) یک فیلم فرانسوی-بریتانیایی درام به کارگردانی جوزف لوزی محصول سال ۱۹۷۳ است که بر پایه نمایشنامه‌ای به همین نام از هنریک ایبسن ساخته شد. از بازیگران آن می‌توان به جین فوندا، ادوارد فاکس، تروور هاوارد، دلفین سیریگ، و دیوید وارنر اشاره کرد.
فیلم اقتباسی نه چندان وفادارانه از نمایش ایبسن بود که سروصدای زیادی به پا کرد.